# Liste chinesischer Automobilhersteller

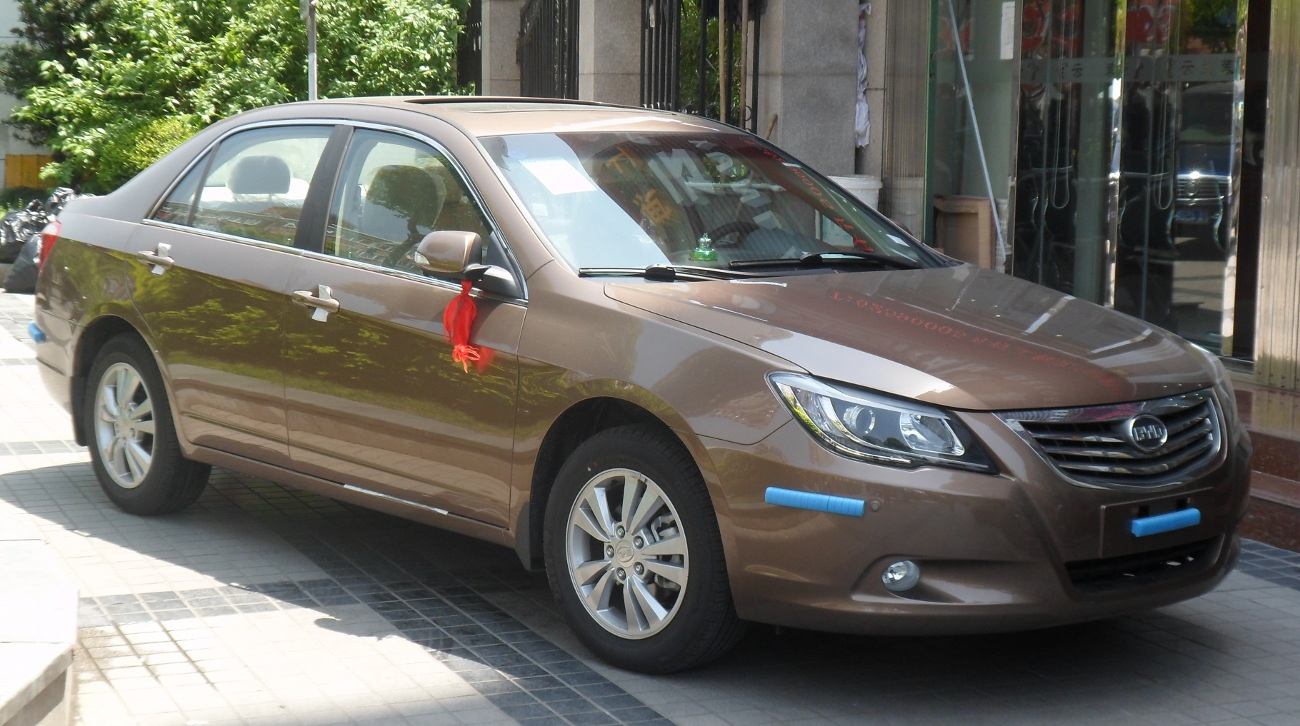
BYD G6

Das ist eine Liste der aktuellen und ehemaligen chinesischen Automobilhersteller und Markennamen.

## Hersteller
- Beijing Automotive Group
  - Beijing Automobile Works (1958–)
- BYD (2003–)
  - Denza (2010–)[1]
- Chang’an Motors (1990–)
  - Changhe (seit 1986)
  - Hafei
- Chery (Qirui) (1997–)
- Dadi
- Dongfeng (1969–)
  - Dongfeng Fengshen
  - Venucia (2010–)
- China FAW Group (FAW) (1953–)
  - Haima Automobile (2004–)
  - Hongqi (1958–)
  - Huali
  - FAW Tianjin (1965–)
- Forta
- Foton (1996–)
- Foday (1996–)
- Fukang (company) (1990–)
- Fuqi
- Geely (吉利) (1998–)
  - Geely (1998–)
  - Lynk & Co (2016–)
  - Volvo Cars (2010–)
  - Zeekr (2021–)

- Great Wall Motors (1984–)
  - Haval
  - WEY
- Green Field Motor (2010–)
- GTA MyCar
- Guangzhou Automobile Industry Group (GAIG) (2000–)
  - GAC Group
  - Gonow
  - Trumpchi
  - GAC Changfeng Motor
    - Liebao

  - Guangqi Honda Automobile
  - GAC Toyota Motor
    - Everus
- Guizhou / Yunque
- Hwanghai
- Hawtai (Huatai)
- Huachen (Brilliance)
  - Jinbei (1992–)
  - Zhonghua (1985–)
- Huayang
- Jianghuai (JAC) (1999–)
- Jiangling Motors (JMC) (1993–)
  - Landwind
- Kingstar (2004–)
- Jiangnan (company) (1988–)
- Jonway (2005–)
- Lifan (2005–)
- Li Nian (Everus) (2010–)
- Nio (2014–)
- Qoros (2013–)
- Shaanxi Automobile Group
- SAIC Motor
  - Maxus (2011–)
  - MG Motor (2006–)
  - Roewe (2006–)
  - Wuling (1958–)
  - Nanjing Automobile Corporation (NAC) (1947–)
    - Nanjing Soyat (2004–)
    - Yuejin (1995–)
- Sichuan Tengzhong
- Shuanghuan (1998–)
- Shuguang Group (Huanghai Bus)
- Soueast Motors / Dongnan
- Tianma Auto Works (Baoding Tianma Automobile), (1995–)
- Wheego
- Wuling Automobile
- Xinkai (1984–)
- Yema Auto (Sichuan Auto Industry Group) (1994–)
- Youngman (Jinhua Youngman Vehicle) (2001–)
- Yutong Group
- Polarsun Automobile (Zhongshun) (2004–)
- Zhongxing (ZX Auto) (1991–) (Hebei Zhongxing Automobile Company)
- Zhongyu (2004–)
- Zotye (2005–)
  - Domy Auto

## Ehemalige Hersteller
- Baolong, vormals Guangzhou Baolong Motors (1998–2005)
- Fuxing (1994–1998) (Xian Qinhuan Automobile)
- Tongtian (Jilin Tongtian Automobile) (2002–2005), übernommen von Zhangjiagang Jiangnan Automobile Manufacture
- Liming (1996–1999) (SAIC-Yizheng Automotive)
- Sanxing (3 Star) (1990–2002)

## Joint Ventures
Ein ausländischer Automobilhersteller darf höchstens zwei Joint Ventures in China haben.
| Ausländischer Automobilhersteller | Joint Venture(s) mit                                       |
| --------------------------------- | ---------------------------------------------------------- |
| BMW                               | Brilliance Auto (BMW-Brilliance)                           |
| Fiat-Chrysler                     | GAC Fiat Chrysler Automobiles                              |
| Ford                              | Changan                                                    |
| General Motors (GM)               | SAIC, FAW                                                  |
| Honda                             | GAC (Guangqi Honda), Dongfeng Motor Group (Dongfeng Honda) |
| Hyundai                           | Beijing Automotive Group                                   |
| Jaguar Land Rover                 | Chery (Chery Jaguar Land Rover)                            |
| Kia                               | Dongfeng Yueda Kia Motors                                  |
| Luxgen                            | Dongfeng Motor                                             |
| Mazda                             | FAW, Changan                                               |
| Mercedes-Benz                     | Beijing Automotive Group (Beijing-Benz), BYD (Denza)       |
| Mitsubishi                        | Soueast                                                    |
| Nissan                            | Dongfeng Motor Group (Dongfeng Motor Co., Ltd.)            |
| Peugeot                           | Dongfeng Motor Group                                       |
| Renault                           | Dongfeng Motor Group                                       |
| Suzuki                            | Changan                                                    |
| Toyota                            | GAC (GAC-Toyota), FAW                                      |
| Volkswagen                        | SAIC, FAW                                                  |